# Richard Mabuza
Richard Mabuza (ur. 3 marca 1946, zm. w 2018) – suazyjski lekkoatleta, maratończyk.

## Życiorys
Zajął 24. miejsce w biegu na 10 000 metrów na igrzyskach Brytyjskiej Wspólnoty Narodów w 1970 w Edynburgu. Na igrzyskach olimpijskich w 1972 w Monachium zajął 17. miejsce w maratonie i odpadł w eliminacjach biegu na 10 000 metrów.
Zdobył brązowy medal w maratonie na igrzyskach afrykańskich w 1973 w Lagos. 
Podczas rozgrywanych w nowozelandzkim mieście Christchurch igrzysk Brytyjskiej Wspólnoty Narodów w 1974 zdobył brązowy medal w biegu maratońskim zdobywając tym samym pierwszy w historii medal dla Suazi na tej imprezie.
Zwyciężył w biegu maratońskim na igrzyskach afrykańskich w 1978 w Algierze. Na igrzyskach Wspólnoty Narodów w 1978 w Edmonton zajął 7. miejsce na tym dystansie.

## Rekordy życiowe
- bieg maratoński – 2:12:54 (1974) rekord Suazi[5]